# Sportpalast

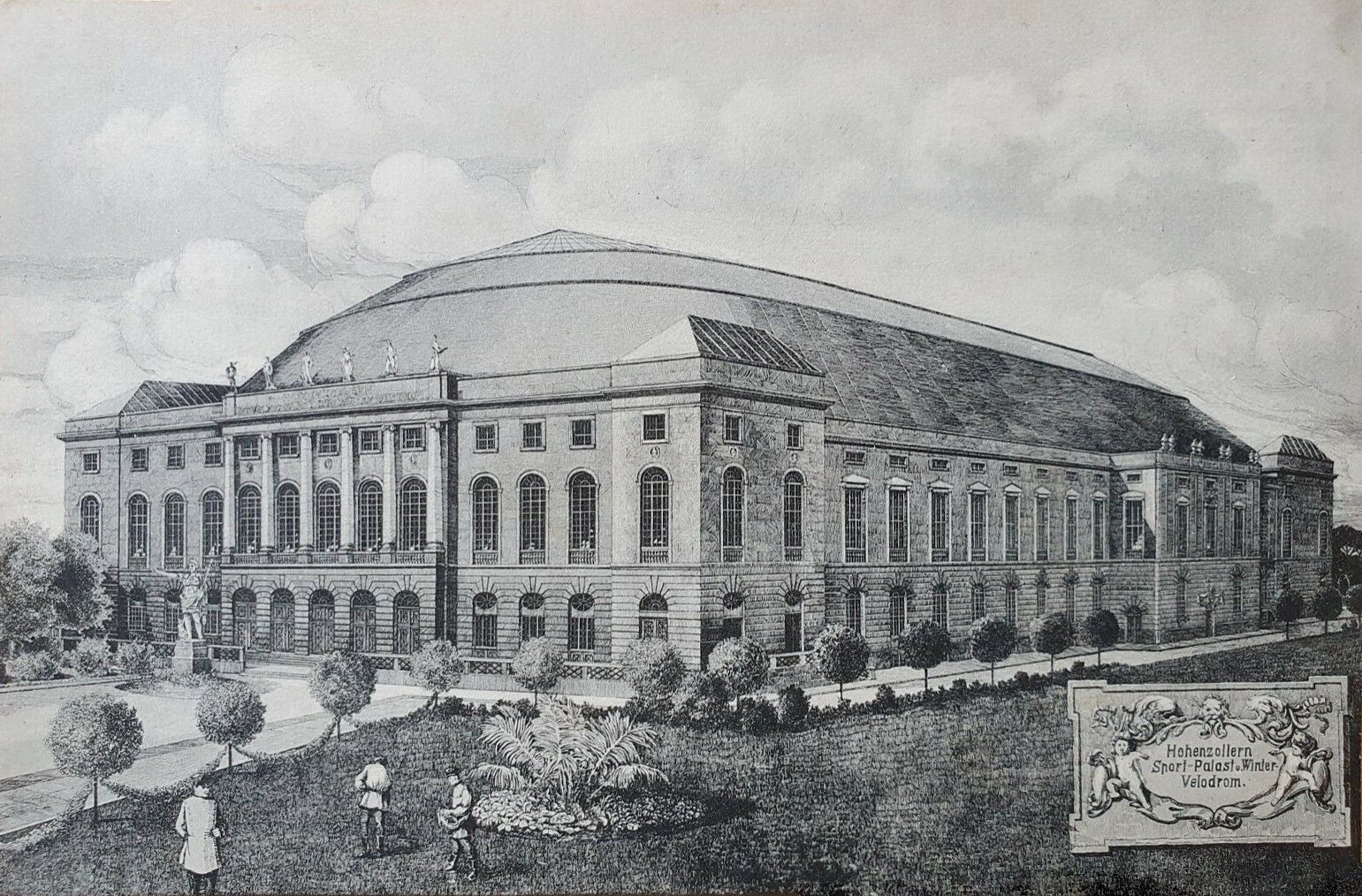
Sportpalast i Berlin, 1910.

Sportpalast var en evenemangsbyggnad på Potsdamer Strasse, i hörnet av Pallasstrasse i stadsdelen Schöneberg i Berlin som stod klar 1910 och revs 1973. Här arrangerades flera olika evenemang och byggnaden blev även plats för politiska möten, bland annat hölls Sportpalatstalet av Joseph Goebbels här.

## Historia
Byggnaden började uppföras 1909, färdigställdes 13 månader senare. Arkitekten var Hermann Dernburg och vid invigningen i november 1910 var byggnaden en sensation med världens största konstisbana. Hallen var med sin kapacitet på 10 000 åskådare länge den evenemangshall med störst kapacitet i Berlin. Det första evenemanget i Sportpalast var en konståkningsshow. Under 1920-talet upplevde Sportpalast en storhetstid med bland annat boxning och cykeltävlingen Sechstagerennen. Arenan används även som biograf.
Under Weimarrepubliken höll samtliga politiska partier i Tyskland stora möten i Sportpalast, och under Tredje riket höll Hitler och Goebbels flera välkända tal här, Goebbels bland annat Sportpalatstalet om viljan till det totala kriget här 1943. 
Sportpalast totalförstördes genom flygbombning 30 januari 1944. Byggnaden återuppfördes i blygsammare form under tidigt 1950-tal. Svag ekonomi och ägarens oväntade död innebar att fastigheten såldes och byggnaden revs för att ge plats åt ett höghuskomplex, idag under namnet Pallasseum men ofta kallat Sozialpalast.